# Epiphragma fuscodiscale
Epiphragma fuscodiscale är en tvåvingeart som beskrevs av Alexander 1936. Epiphragma fuscodiscale ingår i släktet Epiphragma och familjen småharkrankar. Inga underarter finns listade i Catalogue of Life.